# Барбан (Хорватия)
Барбан (хорв. Barban, итал. Barbana) — община и населённый пункт в Хорватии.
Община Барбан находится в западной части Хорватии в Истрийской жупании.

## География
В состав общины входят следующие населённые пункты (данные о населении на 2011 год):
- Сутиванац — 347 чел.
- Барбан — 221 чел.
- Шаини — 190 чел.
- Маньядворци — 187 чел.
- Хрбоки — 179 чел.
- Желиски — 171 чел.
- Мелница — 161 чел.
- Прхати — 142 чел.
- Грандичи — 140 чел.
- Ребичи — 133 чел.
- Орихи — 116 чел.
- Пунтера — 108 чел.
- Петехи — 103 чел.
- Драгузети — 83 чел.
- Главани — 77 чел.
- Бичичи — 69 чел.
- Кожильяни — 63 чел.
- Юричев Кал — 61 чел.
- Вадреш — 58 чел.
- Коромани — 52 чел.
- Ройничи — 42 чел.
- Бориничи — 10 чел.
- Райки — 8 чел.

## Демография
Население общины составляет 2 721 человек по переписи 2011 года. Национальный состав выглядит следующим образом :
- 75,23 % хорваты — 2 047 чел.
- 0,70 % итальянцы — 19 чел.
- 0,40 % сербы — 11 чел.
- 0,15 % словенцы — 4 чел.
- 0,11 % русские — 3 чел.
- 0,07 % поляки — 2 чел.
- 0,07 % черногорцы — 2 чел.
- 0,04 % босняки — 1 чел.
- 0,04 % македонцы — 1 чел.
- 0,04 % русины — 1 чел.
- 0,18 % другие — 5 чел.
- 22,34 % региональная принадлежность — 608 чел.
- 0,51 % затруднились ответить — 14 чел.
- 0,11 % неизвестно — 3 чел.

## События
- Гонка за кольцом (хорв. Trka na prstenac) — турнир всадников, известный с 1696 года и проводимый в третье воскресенье августа.